# Rajsko (Kraków)
Rajsko – obszar Krakowa wchodzący w skład Dzielnicy X Swoszowice. Leży na szlaku fortyfikacji Twierdzy Kraków. Na mieszczącym się tu wzgórzu Rajsko znajduje się fort główny artyleryjski 51 „Rajsko” i przebiega dawna droga rokadowa.
Rajsko po raz pierwszy było wzmiankowane w 1390 r. jako wieś rycerska, a następnie szlachecka. Od początku należała do parafii w Kosocicach. W 2. poł. XV w. na terenie wsi znajdował się folwark, karczma przy trakcie solnym (z Wieliczki na Śląsk) oraz młyn, a od XVI w. huta siarczana (wzmiankowana już w 1581 r.). Od XVIII w. wieś wraz z hutą przejęła rodzina Stokowskich, którzy na początku XIX w. na miejscu folwarku wybudowali zespół dworski z parkiem krajobrazowym. W latach 80. XIX w. swoje posiadłości na terenie Rajska posiadali Starowiejscy i Ettingerowie. W ramach Twierdzy Kraków w latach 1881-84 na terenie wsi wzniesiono fort artyleryjski Rajsko z zespołem szańców i baterii.
Rajsko włączono do Krakowa 1 stycznia 1973 jako część dzielnicy administracyjnej Podgórze.